# Ashley Fletcher
Ashley Michael Fletcher (Keighley, Anglia, 1995. október 2. –) angol utánpótlás válogatott labdarúgó, a New York Red Bulls játékosa kölcsönben a Watford csapatától.

## Pályafutása

### Korai évek
Keighley városában született, West Yorkshire megyében., A boltoni Canon Slade Schoolban folytatott tanulmányai alatt krikettezett, kosárlabdázott és atletizált a foci mellett.

### Manchester United
A Bolton Wanderers akadémiáján kezdte pályafutását kilencévesen, majd 13 évesen csatlakozott a Manchester Unitedhez. Első profi szerződését 2014 májusában írta alá.

### Barnsley
Miután a United első csapatában nem jutott lehetőséghez 2016 januárjában kölcsönben az akkor harmadosztályban szereplő Barnsley csapatához igazolt. 2016. január 9-én mutatkozott be a Fleetwood Town elleni 1-1-es döntetlen alkalmával. Első gólját február 20-án szerezte.
Április 3-án gólt szerzett a Football League Trophy döntőjében, a Barnsley pedig elhódította a trófeát. Május 29-én szintén gólt szerzett a Millwall ellen a bajnokság rájátszásának döntőjében, csapata a 3-1-es győzelemmel pedig visszajutott a másodosztályba. Összesen 27 tétmérkőzésen lépett pályára, ezeken kilenc gólt szerzett.
Miután lejárt a kölcsönszerződése, visszatért a Unitedhez, akik új szerződést ajánlottak, miközben érdeklődött utána a Leeds United is. Június 23-án bejelentették, hogy visszautasította a Manchester United ajánlatát, bár továbbra is a csapattal edzett.

### West Ham United
2016 júliusában  négyéves szerződést írt alá a West Ham Unitedhez. Augusztus 18-án a Domžale elleni Európa-liga mérkőzésen debütált, a hajrában kapott lehetőséget Andy Carroll cseréjeként. (3-0)
A Premier League-ben augusztus 21-én mutatkozott be a Bournemouth elleni 1-0-s győzelem alkalmával. Håvard Nordtveitet váltotta a 80. percben. November 30-án a Ligakupa negyeddöntőjében 4-1-es vereséget szenvedtek a Manchester Unitedtől az Old Traffordon, csapata gólját Fletcher szerezte volt klubja ellen.

## A válogatottban
2015. november 10-én mutatkozott be az angol U20-as válogatottban. 2016. március 20-án a kanadaiak ellen kezdőként játszott a csatársorban csapattársával, Marcus Rashforddal. (4-1)

## Statisztika
2016. január 6-án frissítve
| Klub               | Szezon           | Bajnokság        | Bajnokság     | Bajnokság | FA-kupa       | FA-kupa | Ligakupa      | Ligakupa | Egyéb         | Egyéb | Összesen      | Összesen |
| Klub               | Szezon           | Bajnokság        | Pályára lépés | Gólok     | Pályára lépés | Gólok   | Pályára lépés | Gólok    | Pályára lépés | Gólok | Pályára lépés | Gólok    |
| ------------------ | ---------------- | ---------------- | ------------- | --------- | ------------- | ------- | ------------- | -------- | ------------- | ----- | ------------- | -------- |
| Manchester United  | 2015–16          | Premier League   | 0             | 0         | —             | —       | 0             | 0        | 0             | 0     | 0             | 0        |
| Barnsley (kölcsön) | 2015–16          | League One       | 21            | 5         | —             | —       | —             | —        | 6             | 4     | 27            | 9        |
| West Ham United    | 2016–17          | Premier League   | 11            | 0         | 1             | 0       | 1             | 1        | 2             | 0     | 15            | 1        |
| Karrier összesen   | Karrier összesen | Karrier összesen | 32            | 5         | 1             | 0       | 1             | 1        | 8             | 4     | 42            | 10       |

## Sikerei, díjai
Barnsley
- Football League Trophy győztesː 2015-16
- Football League One rájátszásának győzteseː 2015-16